# Gare de Saint-André-de-Lidon
Pour les articles homonymes, voir Gare de Saint-André.
La gare de Saint-André-de-Lidon est une ancienne gare ferroviaire française de la ligne de Pons à Saujon, située sur le territoire de la commune de Saint-André-de-Lidon, dans le département de la Charente-Maritime, en région Nouvelle-Aquitaine.
C'est une simple halte lorsqu'elle est mise en service en 1875 par la Compagnie du chemin de fer de la Seudre. Elle devient ensuite une station de l'Administration des chemins de fer de l'État.
Elle est fermée au service des voyageurs en 1939. Elle est utilisée par un vélorail.

## Situation ferroviaire
Établie à 23 mètres d'altitude, la gare de Saint-André-de-Lidon est située au point kilométrique (PK)17,340 de la ligne de Pons à Saujon entre les gares de Gémozac et de Cozes.

## Histoire
La halte de Saint-André-de-Lidon est mise en service le 28 août 1875 par la Compagnie du chemin de fer de la Seudre, lorsqu'elle ouvre à l'exploitation sa ligne de Pons à Royan.

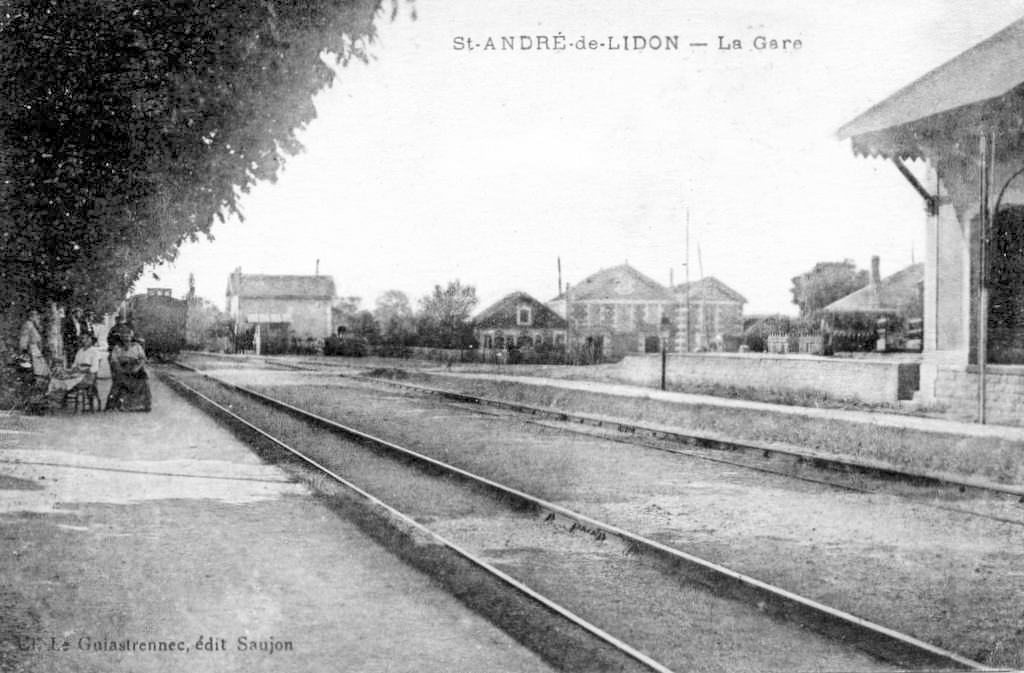
voies, quais et halle à marchandises vers 1900. À l'arrière plan le bâtiment du garde barrière au passage à niveau.

La halte est transformée en station avec la création d'une voie d'évitement en 1882.
En 1891, des travaux d'amélioration de « transformation de la halte » sont toujours en cours, en continuation de ceux exécutés depuis le rachat de la ligne en 1880. Le projet d'une halle à marchandises est approuvé.
La gare, comme l'ensemble de la ligne, est fermée au service des voyageurs 15 mai 1939.

## Gare du vélorail de Saintonge
C'est l'un des points de départ ou d'arrivée du vélorail de Saintonge ouvert toute l'année.